# No Control
『No Control』（ノー・コントロール）は、日本のロックバンド、THE BOOMが発表した8枚目のアルバム。1999年5月12日発売。

## 解説
1996年発売7枚目のアルバム『TROPICALISM -0°』以来、東芝EMI移籍第一弾アルバム。シングル「大阪でもまれた男」が同時発売。
これまでは、スカやサンバといった固定されたジャンルを貫いたアルバムを多数発表していたが、このアルバムの特徴といえば多種多彩のジャンルを収録した異色作で、タイトルはそういった「制御不能」な状態という意味を込めている。
たとえば、活動復帰シングル「月に降る雨」のようなAOR調のラブソング、久々のスカである「大阪でもまれた男」、中国の伝統楽器等を多用し、レコーディングにほぼ1年かけられた「墓標」、リスペクトする実在アーティストの実名を歌詞に多用したポエトリーリーディングの「敬称略」などさまざまである。
ジャケットに大々的に映っている耳は、ギター担当の小林孝至の耳。
「敬称略」で伏せ字になっている人物は小室哲哉。ライブでは伏せずに、しかもその部分の歌詞が変えられて歌われる。アルバム発売の際、曲中に登場するその他の人物からは使用の許可が貰えたが、某氏からは許可が貰えなかった事を宮沢がレギュラー・ラジオ番組『MIYA THE WORLD!!』内で言及。
デジタルリマスター盤として2005年8月3日に再発売された際、全曲がリミックスされ、リミックスを担当したミキサーの名前がブックレットに追加記載されている。

## 収録曲
| 全作詞・作曲: 宮沢和史（特記以外）。 |                                                                                  |                       |                       |      |
| #                                    | タイトル                                                                         | 作詞                  | 作曲・編曲            | 時間 |
| 1.                                   | 「墓標」                                                                         | 宮沢和史 （特記以外） | 宮沢和史 （特記以外） | 5:45 |
| 2.                                   | 「月に降る雨」                                                                   | 宮沢和史 （特記以外） | 宮沢和史 （特記以外） | 4:32 |
| 3.                                   | 「SHOOT ME DOWN」(作詞: Brian Foreman／訳詞: 吉田新)                             | 宮沢和史 （特記以外） | 宮沢和史 （特記以外） | 4:25 |
| 4.                                   | 「大阪でもまれた男」(featuring 浜村淳)                                           | 宮沢和史 （特記以外） | 宮沢和史 （特記以外） | 3:24 |
| 5.                                   | 「敬称略」(作曲: 鶴来正基 & THE BOOM)                                            | 宮沢和史 （特記以外） | 宮沢和史 （特記以外） | 4:02 |
| 6.                                   | 「不自由な運命の中で」                                                           | 宮沢和史 （特記以外） | 宮沢和史 （特記以外） | 4:59 |
| 7.                                   | 「ねんねこよ」                                                                   | 宮沢和史 （特記以外） | 宮沢和史 （特記以外） | 4:42 |
| 8.                                   | 「Electronic Parade」                                                            | 宮沢和史 （特記以外） | 宮沢和史 （特記以外） | 4:22 |
| 9.                                   | 「オキナワ」                                                                     | 宮沢和史 （特記以外） | 宮沢和史 （特記以外） | 4:37 |
| 10.                                  | 「ありがとう」                                                                   | 宮沢和史 （特記以外） | 宮沢和史 （特記以外） | 4:21 |
| 11.                                  | 「ごはんがたけた」                                                               | 宮沢和史 （特記以外） | 宮沢和史 （特記以外） | 0:58 |
| 12.                                  | 「故郷になってください」                                                         | 宮沢和史 （特記以外） | 宮沢和史 （特記以外） | 5:09 |
| 13.                                  | 「月に降る雨-acoustic live version-」(※ボーナス・トラック／2005年再発盤のみ収録) | 宮沢和史 （特記以外） | 宮沢和史 （特記以外） | 5:26 |
| 合計時間:                            | 合計時間:                                                                        | 56:42                 |                       |      |

### 楽曲解説
1. 墓標
2005年再発盤では三線のイントロ前に収録されていたスクラッチノイズがすべてカットされている。
2. 月に降る雨
3. SHOOT ME DOWN
4. 大阪でもまれた男
間奏に浜村淳のMCが入れられている。2005年再発盤ではスネアドラムの音が差し替えられ、各楽器も大幅にリミックスされている。
5. 敬称略
THE BOOMがリスペクトした数々のアーティストの名前が登場する。2005年再発盤ではスネアドラムの音が差し替えられており、エフェクトで消されていた某氏の名前の一部をそのまま聞く事が出来る。
6. 不自由な運命の中で
シングル「月に降る雨」カップリング曲。
7. ねんねこよ
8. Electronic Parade
湾岸戦争を暗示している激しい社会風刺の曲。主題的には初期の楽曲に近いと言える。
9. オキナワ
いつまでも好転しない沖縄の状況を『島唄』へのアンサーソングという形で歌っている。2005年再発盤ではエレクトリックギターの音を大きくミックスして収録。
10. ありがとう
2005年再発盤ではリズムギターのチャンネルが左右入れ替わり、エコーを排除したリミックス・バージョン。シングル「故郷になってください」のカップリング曲。
11. ごはんがたけた
楽器、ボーカルを含め、歌にメンバーが一切関わっていない異色の合唱曲。
12. 故郷になってください
13. 月に降る雨-acoustic live version-
※ボーナス・トラック（2005年再発盤のみ収録）